# Aleksinački Bujmir
Aleksinački Bujmir (cyr. Алексиначки Бујмир) – wieś w Serbii, w okręgu niszawskim, w gminie Aleksinac. W 2011 roku liczyła 504 mieszkańców.